# 中華人民共和國國家安全法 (1993年)

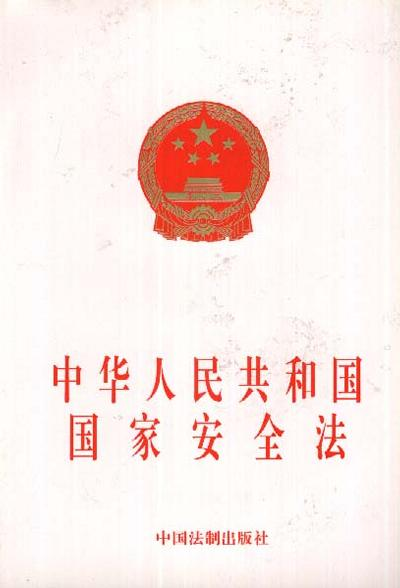
1993年中華人民共和國國家安全法，已於2014年廢止

《中華人民共和國國家安全法》，是一部于1993年颁布，2014年被废止的中华人民共和国法律。該部法律共有五章三十一條。中華人民共和國的官方觀點認爲，該部法律是「一部狹義的國家安全法」，「主要規定了國家安全機關履行職責，特别是反間諜職責」。
該部法律已於2014年被《中華人民共和國反間諜法》取代。